# 772-й истребительный авиационный полк
772-й истребительный авиационный полк (772-й иап) — воинская часть Военно-воздушных сил (ВВС) Вооружённых Сил РККА, принимавшая участие в Битве за Москву во время Великой Отечественной войны.

## История наименований полка
За весь период своего существования полк несколько раз менял своё наименование:
- 810-й истребительный авиационный полк;
- 772-й истребительный авиационный полк.

## История полка

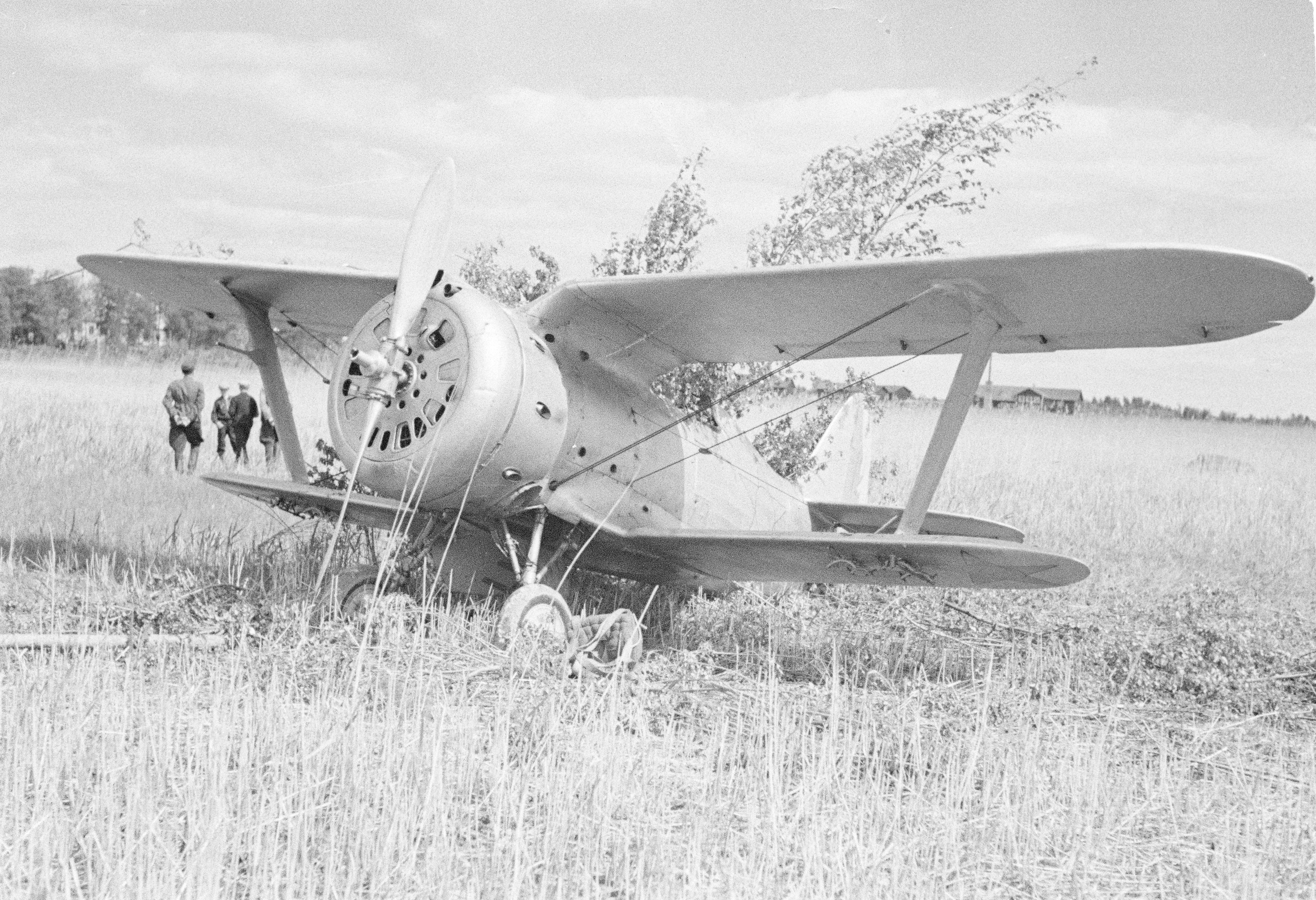
И-153

В январе 1942 года полк сформирован как 810-й истребительный авиационный полк по штату 015/174 на самолётах И-153. 6 февраля 1942 года полк переименован в 772-й истребительный авиационный полк. Весь февраль полк находился на укомплектовании в составе ВВС Московского военного округа. 22 февраля 1942 года полк был передан в состав ВВС 61-й армии Брянского фронта, проводившего операции в Битве за Москву и сразу приступил к боевой работе на самолётах И-153. К окончании Битвы за Москву полк имел в своём составе 10 И-153. В составе ВВС 61-й армии 10 мая 1942 года полк был расформирован, а личный состав обращён на формирование 875 отдельного смешанного авиационного полка.
В составе действующей армии полк находился с 22 февраля 1942 года по 10 мая 1942 года.

### Участие в операциях и битвах
- Битва за Москву — с 22 февраля 1942 года по 21 апреля 1942 года.

### Итоги боевой деятельности полка
Сведения о результатах боевой работы полка в документах архивов МО РФ отсутствуют.

## Командиры полка
- майор Воронин Иван Иванович[2], 12.1941 — 10.05.1942

## В составе соединений и объединений
| Период        | Фронт (округ)            | армия      | дивизия        | примечание    |
| ------------- | ------------------------ | ---------- | -------------- | ------------- |
| 01.1942 г.    | Московский военный округ | ВВС округа |                |               |
| 06.02.1942 г. | Московский военный округ | ВВС округа |                | переименован  |
| 22.02.1942 г. | Брянский фронт           | 61-я армия | ВВС 61-й армии |               |
| 10.05.1942 г. | Брянский фронт           | 61-я армия | ВВС 61-й армии | расформирован |

## Самолёты на вооружении
| Период             | Самолёты | Фото                                        |
| ------------------ | -------- | ------------------------------------------- |
| 01.1942 — 05. 1942 | И-153    | Poliakarpov I-153 Musee du Bourget P1010993 |